# Victor Versigny
Pour les articles homonymes, voir Versigny.
Victor Versigny, né le 2 octobre 1819 à Gray et mort le 29 novembre 1872 à Paris 16e, est un avocat et homme politique français. 

## Biographie
Avocat, il est député de la Haute-Saône de 1849 à 1851, siégeant à gauche.
Opposant au Second Empire, Victor Versigny tente avec d'autres dont Victor Schœlcher et Victor Hugo de s'opposer au coup d’État du 2 décembre 1851. Il se retrouve en exil, brièvement à Bruxelles, puis en Suisse où il se consacre à la construction de chemins de fer. 
Il rentre en France en 1864 et reprend son métier d'avocat à Paris.
En 1870, il est membre de la commission chargée de remplacer le Conseil d’État.
Sa mémoire est célébrée notamment par Victor Hugo dans une lettre que celui-ci écrit à sa veuve depuis Guernesey.

## Sources
- « Victor Versigny », dans Adolphe Robert et Gaston Cougny, Dictionnaire des parlementaires français, Edgar Bourloton, 1889-1891 [détail de l’édition]
- Bernard Desmars, Versigny, (Jean-Baptiste) Victor, notice de mars 2017 sur charlesfourier.fr,  site internet de l'Association d'études fouriéristes.